# Эпштейн, Стивен (историк)
Стивен Эпштейн (англ. Steven A. Epstein; род. 1952) — американский историк, медиевист. Доктор философии (1981), заслуженный профессор Канзасского университета (эмерит).
Окончил Суортмор-колледж (бакалавр, 1974), в 1980 году получил степень магистра в Кембридже, в 1981 году — доктора философии в Гарварде. Ныне заслуженный именной профессор Ahmanson-Murphy Distinguished Professor of Medieval History Канзасского университета (эмерит); с 2018 года в отставке.

## Публикации
Автор книг An Economic and Social History of Later Medieval Europe (2009) {Рецензии: John Munro, Richard Unger}, Speaking of Slavery: Color, Ethnicity, and Human Bondage in Italy (2001), Genoa and the Genoese 958—1528 (1996). Также автор The Medieval Discovery of Nature (Cambridge, 2012).
- Генуя и генуэзцы, 958—1528 / Перевел с англ. И. Д. Травин. — Санкт-Петербург : Издательство Европейского университета в Санкт-Петербурге, 2022. — 575 с. : ил., карт. ISBN 978-5-94380-334-5